# Sophia Antipolis
A Sophia Antipolis egy technológiai park, amely Antibes-tól északnyugatra és Nizzától délnyugatra, Dél-Franciaországban, francia Riviérán található.

## Jellemzői
Antipolis Antibes ókori görög neve, a Sophia név pedig a bölcsesség istennőjére utal. Az 1970-ben alapított technológiai park mintegy 1300 vállalatnak ad otthont, főként az informatikai, elektronikai, gyógyszeripari és biotechnológiai ágazatokban, és szorosan együttműködik az Université Côte-d'Azur egyetemmel. A területnek több mint 9 000 lakosa van, és 2400 hektárnyi területet foglal magában Antibes, Biot, Vallauris, Valbonne és Mougins településeken.
A European Telecommunications Standards Institute székhelye Sophia Antipolisban található.